# Tristacher See
Der Tristacher See ist ein See im Tiroler Bezirk Lienz und liegt im Gemeindegebiet von Amlach und Tristach. Wobei das Westufer samt Parkhotel Tristachersee, Altem See und Wald, auf Amlacher Gemeindegebiet liegt und das Ostufer samt Camping Seewiese, auf Tristacher Gemeindegebiet.

## Lage
Der 5 Kilometer von Lienz entfernte Tristacher See liegt am Fuß des Rauchkofels. Er ist 5,54 Hektar groß bei einer Länge von 490 und einer Breite von 250 Metern. Die maximale Tiefe beträgt 7,3 Meter. Er liegt in einer Höhe von 821 m ü. A. und ist über zwei Zufahrtsstraßen erreichbar. Eine führt zum West- und die andere zum Ostufer.
Die Sichttiefe im See beträgt 2,5 bis 3,5 Meter.
Der einzige Zufluss ist ein kleiner Bach vom rund 25 Meter höher gelegenen Alten See im Westen. Das Einzugsgebiet hat eine Fläche von 1,7 Quadratkilometern. Der Abfluss erfolgt ebenfalls im Westen in den Seebach, der in die Drau mündet.

## Geschichte
Im Jahr 2010 wurde auf dem Grund des Sees ein Einbaum aus dem Mittelalter gefunden.
Schriftlich erwähnt wurde der See bereits im Fischereibuch von Kaiser Maximilian I. im 16. Jahrhundert.
Im Jahr 1886 war ein Kraftwerk zur Nutzung der Wasserkraft des Sees geplant. Dieser Plan wurde jedoch nicht umgesetzt.

## Nutzung
Der Tristacher See  ist der einzige Naturbadesee Osttirols. Die Wasserqualität war in den Jahren 2013 bis 2021 ausgezeichnet.
Am Ostufer befinden sich ein Strandbad und ein Campingplatz, am Westufer liegt ein Hotel. Sonst wird der See von Wald umrahmt. Die durchschnittliche Wassertemperatur beträgt im Sommer 21 bis 24 Grad Celsius.